# سمن گلوزمن
سمن گلوزمن (اوکراینی: Семе́н Фі́шельович Глу́зман؛ زادهٔ ۱۰ سپتامبر ۱۹۴۶) دانشمند در زمینه روان‌پزشکی اهل اتحاد جماهیر شوروی سوسیالیستی است.
او همچنین رئیس و بنیانگذار انجمن روانپزشکان اوکراین، بنیانگذار دفتر حقوق بشر آمریکایی-اوکراینی و مدیر مرکز بین‌المللی توانبخشی پزشکی قربانیان جنگ بوده‌است.